# مروان داوود
مروان داوود (انگلیسی: Marwan Dawoud؛ زادهٔ ۲۷ اوت ۱۹۹۷) بازیکن فوتبال اهل مصر است.
وی همچنین در تیم ملی فوتبال مصر بازی کرده‌است.